# Cycas xipholepis
Cycas xipholepis Hills, 1996 è una pianta appartenente alla famiglia delle Cycadaceae, endemica dell'Australia.

## Distribuzione e habitat
Si tratta di una specie endemica della penisola di Capo York centrale, in Queensland (Australia). Popola la savana o forma il sottobosco di foreste di Eucalyptus tetrodonta.

## Conservazione
La IUCN Red List classifica C. xipholepis come specie a rischio minimo a causa dell'estensione dell'areale e dell'assenza di minacce specifiche.